# Ciginovac
Ciginovac, Ciganovac ili Cigino jezero je jezero u Hrvatskoj. Nalazi se u Ličko-senjskoj županiji. Spada u Plitvička jezera, u skupinu Gornjih jezera.
Nalazi se na nadmorskoj visini od 632 metra. Površine je 7,5 hektara. Najveća dubina je 13 metara.
Ime je dobio prema legendi o Romu koji je tragično stradao u ovom jezeru dok je lovio ribu.